# Clematicissus angustissima
Clematicissus angustissima är en vinväxtart som först beskrevs av F. Müll., och fick sitt nu gällande namn av Planchon. Clematicissus angustissima ingår i släktet Clematicissus och familjen vinväxter. Inga underarter finns listade i Catalogue of Life.